# Festival Internacional de Música de Cantonigròs
El Festival Internacional de Música de Cantonigròs és un festival musical realitzat, del 1983 al 2011, a Cantonigròs, població situada al municipi de l'Esquirol (Osona), i des de 2012 fins al 2017, al Teatre l'Atlàntida de Vic.
El festival està organitzat per l'"Associació Festival Internacional de Música de Cantonigròs", una entitat privada amb seu a Barcelona i Cantonigròs, la qual des de l'any 1983 per iniciativa d'Àngel Colomer i del Romero ha desenvolupat les tasques d'organització d'aquest festival i ha comptat amb el suport de les principals institucions del país. En aquest festival hi poden prendre part grups de música coral i grups de danses populars, i actualment forma part de l'"European Festivals Association".
L'any 1996 fou guardonat amb la Creu de Sant Jordi i el 2003 amb el Premi Nacional de Cultura Popular, ambdós guardons concedits per la Generalitat de Catalunya. Així mateix l'any 2000 fou guardonat amb el Premi d'Honor de la Fundació Jaume I.
En va ser director Josep Maria Busquets i Galera, Creu de Sant Jordi 2014.
El desembre de 2017, decidit en assemblea, l'Associació que organitza el Festival en comunica la fi. L'Associació FIMC continuarà la seva tasca de difusió de la cultura popular amb l'organització d'un museu.